# قاسم‌آباد (خنج)
قاسم‌آباد روستایی در دهستان محمله بخش محمله شهرستان خنج استان فارس ایران است.

## جمعیت
بر پایه سرشماری عمومی نفوس و مسکن در سال ۱۳۹۵ جمعیت این روستا ۱۴ نفر (۴ خانوار) بوده‌است.